# Tom Daley
 (mai 2020).
Le contenu est difficilement compréhensible vu les erreurs de traduction, qui sont peut-être dues à l'utilisation d'un logiciel de traduction automatique.
Pour les articles homonymes, voir Daley.
Thomas Robert Daley, dit Tom Daley, né le 21 mai 1994 à Plymouth, est un plongeur britannique, spécialiste de la plateforme de 10 mètres, champion olympique, champion du monde et d'Europe.

## Jeunesse
Thomas Robert Daley est né le 21 mai 1994 à Plymouth en Angleterre, de Robert Daley et de Debbie née Selvester. Il a deux frères plus jeunes : William, né trois ans après lui, et Ben, né cinq ans après lui. Son père est décédé le 27 mai 2011 à l'âge de 40 ans des suites d'une tumeur au cerveau.
Tom Daley, durant sa jeunesse, a été grandement inspiré par deux figures majeures du plongeon : le Canadien Alexandre Despatie, qui a remporté la médaille d'or aux Jeux du Commonwealth de 1998 à seulement 13 ans, et le plongeur britannique Leon Taylor, qui deviendra par la suite son mentor.
À l'âge de sept ans, Tom Daley rejoint le Plymouth Diving Club presque par hasard pour suivre des cours réguliers de plongeon. Rapidement, il se distingue par un talent exceptionnel, attirant l'attention d'un entraîneur du club qui le guide vers un programme de développement spécialisé. Bien qu'il admette avec sincérité avoir pleuré pendant un quart d'heure avant de tenter son premier plongeon inversé depuis la plateforme de 10 mètres à l'âge de huit ans, il surmonte cette épreuve pour poursuivre sa carrière prometteuse.
En avril 2003, il fait ses débuts en compétition lors du championnat national pour débutants, où il décroche une médaille d'argent dans la catégorie des garçons de 8 à 9 ans. En septembre de la même année, il est invité à participer à un meeting à Southampton, où il s'impose en remportant la médaille d'or dans les épreuves du tremplin d'un mètre, de trois mètres, ainsi qu'à la plateforme. À partir de 2004, il domine les championnats de Grande-Bretagne dans sa catégorie d'âge, en remportant, pendant trois années consécutives, les épreuves du tremplin d'un mètre, de trois mètres et de la plateforme.
En juin 2004, un mois après avoir fêté son dixième anniversaire, il devient le plus jeune vainqueur du concours de plateforme lors du championnat national junior (moins de 18 ans) . À cette occasion, il obtient une bourse de 10 000 livres (environ 15 000 euros), attribuée par le programme de bourses pour les athlètes de talent.
En 2005, Tom Daley est invité à participer aux Championnats nationaux juniors d'élite en Australie, où il obtient des résultats remarquables dans la catégorie des garçons âgés de 14 à 15 ans : il se classe premier à la plateforme, deuxième au tremplin de 3 mètres et quatrième au tremplin de 1 mètre. Par la suite, il participe au Meeting International Junior d'Aix-la-Chapelle, où il termine deuxième à la plateforme et troisième au tremplin de 3 mètres dans la même catégorie. Bien qu'il remplisse les critères de qualification pour les Jeux du Commonwealth de 2006, Daley n'est pas sélectionné dans l'équipe d'Angleterre en raison de son jeune âge.
En 2006, il remporte pour la deuxième année consécutive les championnats juniors de Grande-Bretagne dans les épreuves de la plateforme et du tremplin de 3 mètres. Lors des championnats de Grande-Bretagne de 2007, qui se déroulent en décembre 2006, il se classe deuxième à la plateforme de 10 mètres, derrière le vice-champion olympique Peter Waterfield. Cette performance lui permet de se qualifier pour les championnats du monde, auxquels il ne peut cependant pas participer en raison de son jeune âge.

### Éducation
De onze à quatorze ans, Daley fréquente l'Eggbuckland Community College. À treize ans, il devient un partisan de Childline, une ligne d'aide aux enfants dirigée par la National Society for the Prevention of Cruelty to Children (NSPCC), et il est révélé qu'il a été intimidé dix-huit mois plus tôt : en avril 2009, Daley allègue au principal journal local de Plymouth, The Herald qu'il a été victime d'intimidation à l'école depuis les Jeux olympiques, et son père dit à la BBC qu'il l'a retiré temporairement de cette école parce que sa réponse au problème a été inefficace. Daley a été félicité dans les médias pour avoir parlé de son problème.
Daley se voit offrir une bourse complète pour aller à l'école indépendante du Brighton College, mais son père la refuse en raison de la distance et entame des négociations avec l'école indépendante locale Plymouth College qui lui offre une « bourse très importante ». Quelques semaines plus tard il est confirmé que Daley s'est inscrit au Collège de Plymouth.
Daley passe son diplôme de General Certificate of Secondary Education (GCSE) en plusieurs étapes pour s'adapter à ses engagements de plongée. Il persuade le mannequin Kate Moss de poser pour la reconstitution d'un portrait original de David Hockney, dans le cadre d'un projet de photographie du GCSE recréant de grandes œuvres d'art, après l'avoir rencontrée lors d'une séance photo pour la version italienne de Vogue. Daley obtient huit notes A* et un A pour son GCSE.
En 2012, Daley termine ses études de deux ans en mathématiques, espagnol et photographie. Daley décide de ne pas suivre un cours de baccalauréat international en raison des pressions qu'il subit lors de sa préparation pour les Jeux olympiques d'été de 2012. Il obtient un A* en photographie et un A en espagnol et en mathématiques.

## Carrière sportive

### 2007: premières victoires
En janvier 2007, à seulement douze ans, Tom Daley bénéficie d'une dérogation exceptionnelle, l'âge minimum requis étant de 15 ans, pour participer au Festival olympique australien de la jeunesse . Aux côtés de son partenaire Callum Johnstone, il remporte la médaille d'argent en plongeon synchronisé à 10 mètres. Le lendemain, lors de la finale de l'épreuve individuelle de la plateforme, il termine à la quatrième place.
Quelques mois plus tard, lors des Championnats nationaux seniors (ASA), Tom Daley réalise un doublé en remportant les épreuves individuelles et synchronisées à la plateforme de 10 mètres. La même année, il fait ses débuts sur la scène internationale en participant au circuit du Grand Prix FINA de plongeon ainsi qu'aux World Series FINA de plongeon.
En mai 2007, à la suite de ses performances remarquables et en préparation pour les Jeux olympiques d'été de 2008 à Pékin et de 2012 à Londres, Tom Daley rejoint la Team Visa. Ce programme de mentorat, de soutien et d'accompagnement pour les jeunes athlètes a pour objectif de leur offrir des conditions d'entraînement optimales.
En fin d'année, Daley est distingué par le prix du Jeune Sportif de l'Année décerné par la BBC. À partir de cette période, il est perçu comme un candidat potentiel pour une médaille aux Jeux olympiques d'été de 2012 à Londres. Il est également l'un des athlètes britanniques suivis dans le cadre de la série télévisée Olympic Dreams, qui documente leur parcours en vue des Jeux de Londres 2012.

### 2008: championnat d'Europe

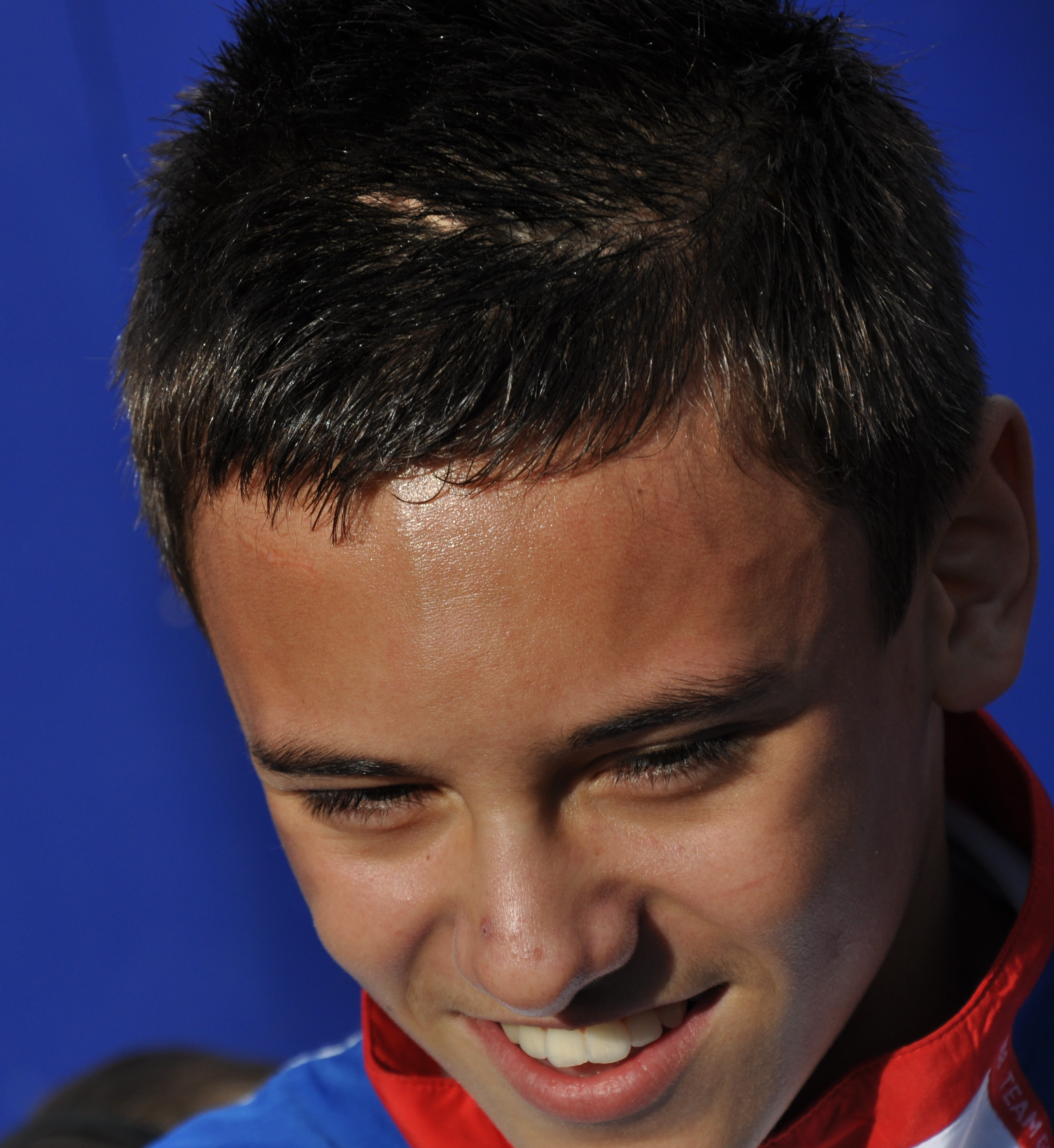
Tom Daley en 2008.

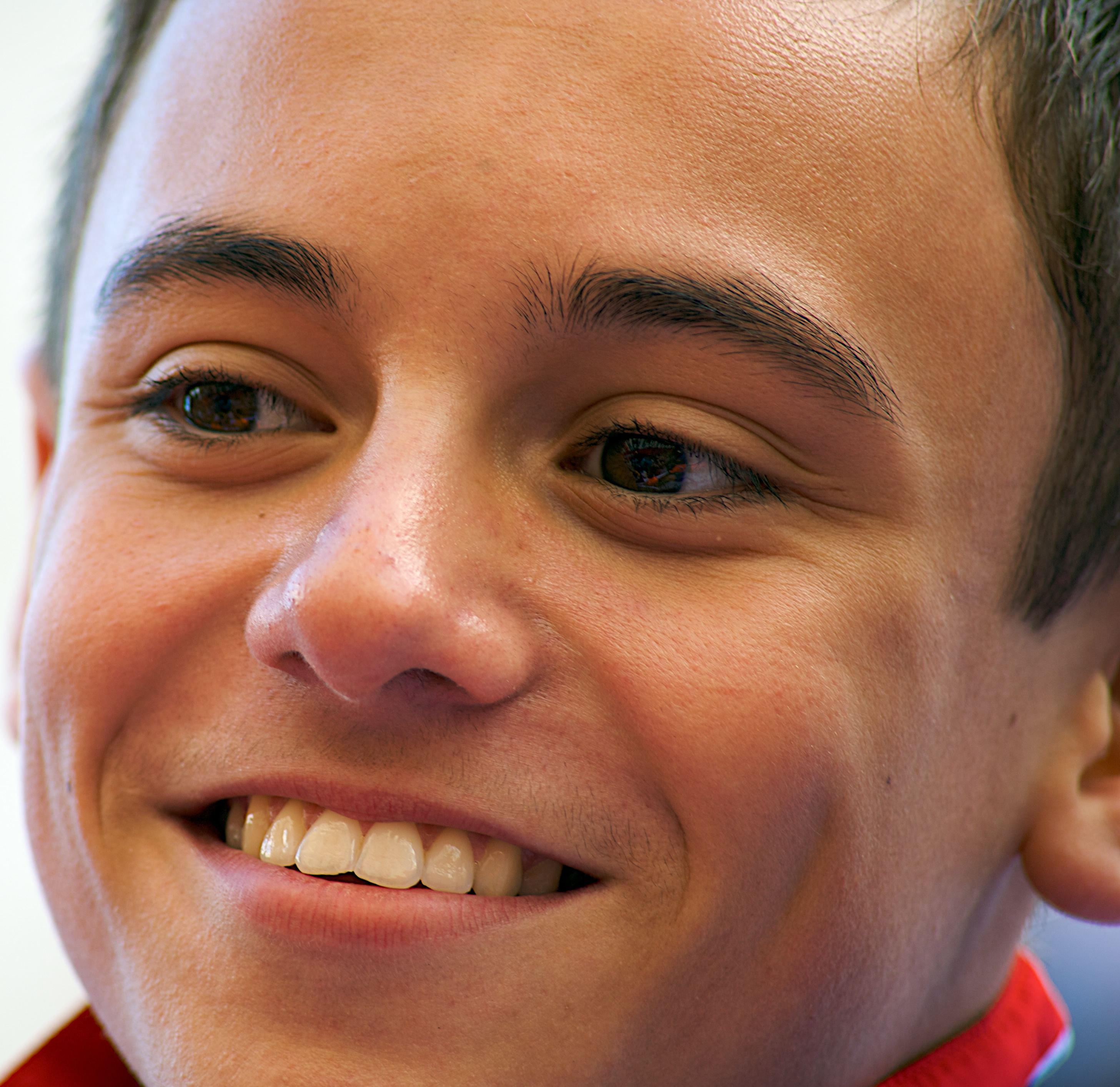
Tom Daley en 2008.

En janvier 2008, Tom Daley remporte l'épreuve de haut-vol 10 m aux Championnats de Grande-Bretagne, en devenant ainsi le plus jeune vainqueur de la compétition homme. Il décroche également, avec son nouveau partenaire Blake Aldridge, le titre en plongeon synchronisé 10 m.
Deux semaines plus tard, Daley décroche ses premières médailles sur le circuit de la FINA, en remportant une médaille de bronze à la plateforme 10 m, et ainsi qu'une médaille d'argent en plongeon synchronisé 10 m au Grand Prix de Madrid. Lors de la FINA Diving World Cup (Coupe du monde de plongeon), Daley et Aldridge rééditent leur performance en décrochant la médaille de bronze en plongeon synchronisé 10 m. Ils obtiennent au passage un score historique pour la Grande-Bretagne et Daley devient le plus jeune médaillé de sexe masculin dans une compétition internationale de plongeon. Cette septième place dans l'épreuve individuelle le catapulte sous les feux des projecteurs, en lui assurant une qualification automatique pour les Jeux olympiques d'été de 2008 à Pékin.
Le 24 mars, il se révèle en devenant à 13 ans et 10 mois le plus jeune champion d'Europe de plongeon et de natation de l'histoire à Eindhoven aux Pays-Bas. Le précédent record était détenu par le jeune nageur écossais Ian Black, qui a remporté une médaille d'or européenne en 1958 à l'âge de 17 ans.
En mai 2008, il est classé sixième mondial par la FINA dans la catégorie homme de la plateforme 10 m, et est rétrogradé à la 17e place en juillet pour non-participation aux Grands Prix FINA. Il est cependant qualifié au sein de l'équipe britannique pour les Jeux olympiques de 2008 organisés à Pékin, où il participe aux épreuves individuelle et synchronisée de 10 m. Plus jeune membre de la délégation britannique[réf. nécessaire], il y termine respectivement septième et huitième. Il devient à cette occasion le plus jeune athlète britannique et le second plus jeune athlète olympique à participer à des Jeux olympiques.
Un mois après sa participation aux Jeux olympiques, Daley participe pour la première fois au Championnat du Monde Juniors de plongeon. Il termine deuxième dans la catégorie B (14-15 ans garçons) de la plateforme, avec un score de 549,60 points, entre les deux Chinois Qiu Bo (551,85 points) et Wu Dongliang (474,00 points) . Il décroche à nouveau une médaille d'argent à l'épreuve du tremplin de 3 mètres dans la même catégorie, avec un score de 485,25 points, entre les deux chinois Wu Dongliang (510,25 points) et Wang Peng (470,40 points).
Tom Daley est désigné Jeune personnalité britannique de l'année à 13 ans.

### 2009: Rome, le plus jeune champion du monde
En février 2009, Tom Daley conserve son titre à la plateforme 10 m aux Championnats de Grande-Bretagne, en obtenant son meilleur score personnel de 517,55 points, il devance ainsi Jack Laugher (384.10pts) avec un écart important de 133,45 points. Il ne peut défendre son titre 10 m synchronisé, à la suite du forfait sur blessure de son partenaire de plongeon Blake Aldridge, survenue lors d'une bagarre dans une discothèque quelques jours avant les championnats,. En mars, il améliore son record personnel avec un score de 540,70 points, en terminant troisième à la plateforme 10 m, lors de la 2e étape des World Series FINA de plongeon en Chine. Le mois suivant, lors de la 3e étape des World Series FINA à Sheffield, il termine deuxième à la plateforme 10 m avec un score de 540,85 points, améliorant à nouveau son record personnel ; il est ainsi devancé pour seulement 0,60 points par le Chinois Liang Huo.
En avril, il change de partenaire de plongeon et commence à travailler avec Max Brick, à la suite d'une friction qu'il a eue avec Blake Aldridge durant la finale des Jeux olympiques, lorsqu'il voulait passer un coup de fil à sa mère entre deux tours. Le 8 mai, le nouveau duo remporte une médaille d'argent dans l'épreuve de haut-vol synchronisé à 10 m au Grand Prix de Fort Lauderdale. Il remporte l'épreuve individuelle avec un score de 554,90 points, obtenant sept notes de 10 lors de son cinquième plongeon et bat par la même occasion son record personnel.
En juillet, il remporte de façon inattendue l'épreuve de haut-vol lors des Championnats du monde disputés à Rome en Italie, apportant au Royaume-Uni son premier titre planétaire en plongeon. Devançant les deux plongeurs chinois Qiu Bo (532,20 points) et Zhou Luxin (530,55 points), en dépit d'un total inférieur à son record personnel, avec un score de 539,85 points. Il devient le plus jeune champion du monde de l'histoire du plongeon,.

### 2010: Jeux du Commonwealth, 2 médailles d'or
En février 2010, lors des Championnats de Grande-Bretagne individuel 10 m, Tom Daley termine à la deuxième place, avec un retard de 40,05 points sur Peter Waterfield. Il présente pour la première fois en compétition un plongeon 5255B (un double saut périlleux arrière avec deux vrilles et demi), assorti d'un coefficient de 3,6 (rectifié à 3,8 par la FINA en septembre 2009).
En mars, durant la première étape des World Series FINA de plongeon à Qingdao, il présente deux nouvelles figures de plongeon et termine à la quatrième place à la plateforme 10 m, avec un score de 520,35 points (son meilleur score personnel de l'année).
Début avril, il ne réussit pas à se qualifier pour la finale 10 m de la 2e étape des World Series FINA de plongeon à Veracruz au Mexique. Trois jours plus tard, il termine quatrième de la plateforme 10 m, avec un score de 519,70 points (à seulement 0,8 points du bronze), lors de la troisième et dernière étape des World Series FINA qui devaient d'abord être présentés en fin de semaine à Sheffield en Angleterre, mais la FINA décide de reprogrammer la troisième étape de nouveau à Veracruz à cause des problèmes de circulation aérienne dans l'espace européen à la suite de l'éruption du volcan Eyjafjöll.
En août 2010, Daley participe aux Championnats d'Europe à Budapest en Hongrie, avec l'intention de défendre son titre individuel de 10 m. Cependant, une blessure au triceps durant le concours synchro de 10 m force son retrait des deux compétitions, et compromet sa participation aux premiers Jeux olympiques de la jeunesse à Singapour,. Il prend part uniquement à l'épreuve du tremplin 3 m en obtenant une neuvième place.
Le 12 et 13 octobre 2010, lors des Jeux du Commonwealth à New Delhi en Inde, Daley remporte la médaille d'or en plateforme 10 m individuelle et synchronisée.
Tom Daley est désigné Jeune personnalité britannique de l'année pour la troisième fois consécutive.

### 2011
Pour la saison 2011, Daley change de partenaire pour les épreuves synchronisées, et commence à travailler avec le médaillé d'or olympique d'Athènes, Peter Waterfield, afin de trouver la meilleure association pour les prochains Jeux olympiques de Londres. Lors des Championnats de Grande-Bretagne, il termine deuxième du tremplin 3 m derrière Jack Laugher. Avec Waterfield, il remporte l'épreuve synchronisée de la plateforme de 10 m. Le lendemain, Waterfield bat Daley dans l'épreuve individuelle de haut vol (10 m) pour la deuxième année consécutive, avec 494,25 points contre 472,35, tandis que Max Brick arrive troisième avec 399.80.
Lors des Championnats du monde à Shanghai en Chine, il est de nouveau associé à Peter Waterfield lors de l'épreuve synchro 10 m. Dans la semaine qui précède la compétition, Waterfield contracte la grippe et par conséquent, ils terminent à la sixième place. Dans l'épreuve individuelle, le Britannique ne récolte qu'une médiocre cinquième place avec 505,10 points, humilié par son rival Qiu Bo (585,45 points) qui, avec ses compatriotes chinois, remporte l'or dans les dix épreuves inscrites au programme, et est devancé par David Boudia (544,25 points), Sascha Klein (534,50 points) et Victor Minibaev (527,50 points).
Le 27 juillet, Daley effectue le premier plongeon au Centre aquatique de Londres.

### 2012: nouveau titre européen et médaille de bronze à Londres
Au cours de la saison 2012, une blessure au pouce force Tom Daley à se retirer de la coupe nationale de Grande-Bretagne quelques jours avant la compétition (le titre de la plateforme 10 m revient à Max Brick).
En février 2012, lors de la Coupe du monde de plongeon qui se tient au Centre aquatique de Londres, Daley choisit de ne pas s'aligner au 10 mètres individuel, préférant se concentrer sur sa préparation au synchro avec son partenaire Peter Waterfield, avec qui il finit septième. Son choix a fait sourciller, d'autant qu'il a été annoncé quelques jours après, un rappel à l'ordre brutal par le directeur technique de la British Diving, le Russe Alexei Evangulov, qui a critiqué l'éthique de travail de Daley. Evangulov a conseillé à Daley de consacrer moins de temps à ses engagements médiatiques et commerciaux s'il espérait compétitionner avec ses rivaux chinois, qui s'entraînent « trois fois plus fort », et qu'ils ne nuisent pas à sa préparation pour les Jeux olympiques.
À la suite d'une réunion entre Daley, Evangulov et les représentants de Daley, il participe à la première étape des World Series FINA à Dubaï. Daley et Waterfield terminent quatrièmes dans l'épreuve de synchro de 10 m, tandis que Daley remporte l'argent dans l'épreuve individuelle de 10 m. Une semaine plus tard, dans la deuxième étape des World Series FINA qui se déroulent à Pékin, Daley et Waterfield remportent la médaille d'argent au 10 m synchro, tandis que dans l'épreuve individuelle, Daley décroche l'argent et Waterfield le bronze. Trois semaines plus tard, dans l'étape de Moscou, Daley obtient la médaille d'argent dans l'épreuve individuelle de la plateforme, tandis que le duo termine cinquième de la synchro. Lors de la dernière étape DWS de l'année à Tijuana au Mexique, Daley conquiert l'or dans l'épreuve individuelle de plateforme, et le tandem avec Waterfield décroche le bronze dans l'épreuve synchro. Par conséquent, Daley et le duo Daley/Waterfield remportent le classement final des World Series FINA de plongeon 2012 pour les épreuves individuelles et synchronisées de 10 mètres .
En avril 2012, Daley remporte le titre aux Championnats de Grande-Bretagne junior sur l'épreuve individuelle 10m avec une marge de 140 points au Plymouth Life Centre.
En mai 2012, Daley remporte de nouveau le titre européen dans l'épreuve individuelle de la plateforme de 10m en décrochant l'or aux championnats d'Europe à Eindhoven avec un score de 565,05 points, avec 49,65 points d'écart sur le médaillé d'argent russe Victor Minibaev.
Lors des Championnats de Grande-Bretagne qui se déroulent à Sheffield en juin 2012, qui sont également un test préolympique pour le tandem Daley-Waterfield, les deux plongeurs remportent le titre dans l'épreuve synchronisée de 10m avec un nouveau record britannique de 475,77, plus de 140 points d'avance sur les médaillés d'argent Daniel Goodfellow et Ross Haslam. Dans l'épreuve individuelle de la plateforme de 10m, Daley reconquiert le titre pour la première fois depuis 2009 avec un score de 547,60 points, devant Peter Waterfield (452,80) et James Denny (390,20) .

#### Jeux olympiques de Londres

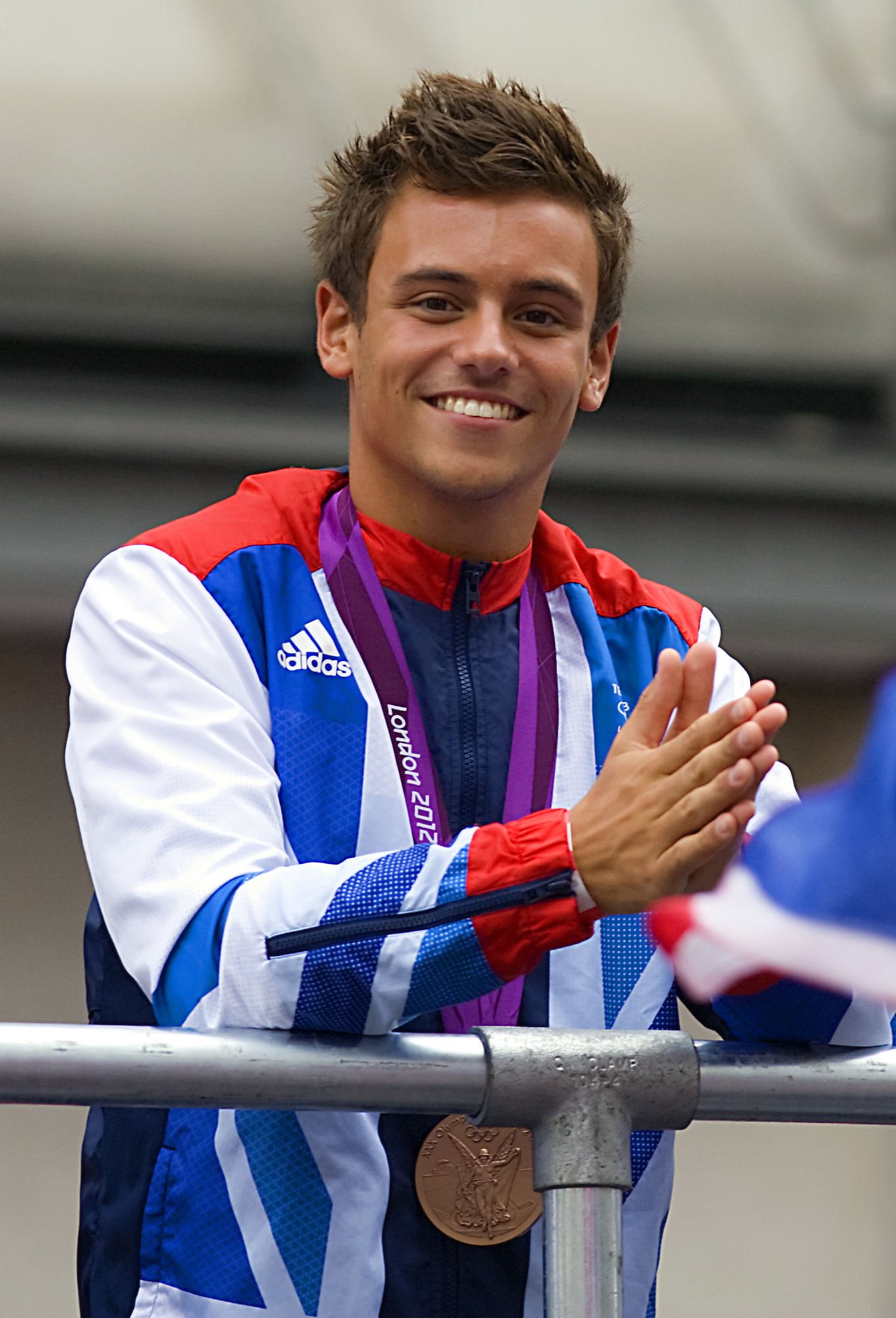
Tom Daley aux Jeux olympiques d'été de 2012.

En Grande-Bretagne, Daley est longtemps considéré comme l'un des «poster boys» des Jeux olympiques d'été de 2012 à Londres (littéralement - Egérie de l'équipementier Adidas, une affiche de 25m de haut le représentant est installée sur le grand magasin John Lewis à Cardiff, tandis qu'une autre affiche de 13m de haut de son homologue féminin, l'heptathlète Jessica Ennis est installée sur le magasin de Sheffield de la même chaîne ).
Le premier lundi des jeux, la Grande Bretagne espérait que l'épreuve synchronisée masculine de la plate-forme de 10 m, donnerait à Daley et à Waterfield l'occasion de fournir la première médaille des Jeux de l'équipe GB.
Cependant, aux derniers instants de la finale du concours, le duo Peter Waterfield et Tom Daley s'apprête à effectuer son quatrième saut de la journée. Jusqu'alors en tête du classement, les deux plongeurs se jettent dans le vide, ratent leur ultime figure et échouent au pied du podium à la quatrième place avec 454,65 points, derrière le duo chinois Cao. Yuan et Zhang Yanquan avec 486,78 points, le duo mexicain Iván García et Germán Sánchez avec 468,90 points, et le duo américain David Boudia et Nicholas McCrory avec 463,47 points . À la suite de cette déconvenue, une controverse naît lorsque Daley fait l’objet d’un tweet malveillant, ce qui conduit la police à arrêter un garçon de 17 ans à Weymouth, dans le Dorset .
De retour au Centre aquatique, le dernier vendredi des Jeux pour le concours individuel de la plate-forme masculine de 10 m, Daley inquiète d’abord ses fans en raison d'une mauvaise performance lors des éliminatoires, où il se classe 15e des 18 plongeurs qualifiés pour la demi-finale. Avec 448,45 points (futur médaillé d’or, David Boudia, 18e).
Une bien meilleure performance en demi-finale le lendemain matin le place en quatrième position avec 521,10 points, derrière Qiu Bo (563,55), Lin Yue (541,80) et Boudia (531,15).
Le statut d’icône le conduit presque à sa perte car le plus jeune champion d'Europe de plongeon de l'histoire, est gêné par plusieurs flashs d'appareil photo de spectateurs lors de son premier plongeon en finale à Londres. L'incident lui fait perdre le contrôle de son plongeon et il ne marque que 75 points; une protestation adressée à l’arbitre lui vaut d'obtenir un essai supplémentaire et de marquer finalement 91,80 points. Un épisode intervenu quelques heures après les plaintes très officielles du ministre des Sports russe sur les faveurs arbitrales dont bénéficieraient les Britanniques dans plusieurs disciplines. Avant le dernier saut de ce concours passionnant, le petit prodige est en tête sur Qiu Bo et David Boudia avec 0,15 points d’avance, cependant son plongeon final a un coefficient de difficulté de 3,3 seulement, tandis que ses rivaux ont tous deux un coefficient de difficulté de 3,6. Par conséquent, Daley finit à la troisième place obtenant ainsi la médaille de bronze en totalisant 556,9 points, précédé par Boudia qui remporte l'or contre toute attente avec 568,65 points et le grand favori du jour, Qiu Bo, médaillé d'argent avec 566,85 points ,.

#### Championnats du monde de plongeon juniors
Lors du Championnat du monde de plongeon juniors, qui se tient en octobre 2012 à Adélaïde, en Australie, Daley conduit une solide équipe britannique et remporte de façon assez inattendue le concours synchronisé de tremplin garçon "groupe A" 3m avec son partenaire Jack Laugher, qui remporte la compétition individuelle de 3m, le duo n'ayant que peu d’expérience ensemble. Daley et Laugher marquent 338,85 points, avec plus de 30 points d’avance sur le tandem Ilia Kuzmin et Maxim Popkov .
Daley remporte l’épreuve de haut-vol individuel à 10 m, en totalisant 663,95 points, devant Yang Jian (611,95) et Chen Aisen (597,20), et reçoit cinq 10 et deux 9,5 lors de son cinquième saut ,.

### 2013: post-olympique
En janvier 2013, Daley participe à l'émission britannique de téléréalité Splash! qui suit des célébrités qui essayeront de maîtriser l'art du plongeon, en étant l'entraîneur expert des célébrités. Bien que l'émission reçoive des critiques largement négatives, elle obtient néanmoins la plus grande audience sur chacun des cinq samedis soirs où elle est diffusée, et est renouvelée pour une deuxième saison en 2014. Le directeur général de la fédération britannique de la natation David Sparkes avertit Tom Daley que sa participation dans l’émission risquerait de nuire à ses chances de décrocher une médaille d'or olympique à l'avenir.
Lors des Championnats de Grande-Bretagne qui se déroulent à domicile dans son bassin à Plymouth du 8 au 10 février, Tom Daley ne participe qu'à l'épreuve individuelle de la plate-forme de 10 mètres, qu'il remporte avec 501,00 points, devant James Denny (374,90) et Daniel Goodfellow (340,25). Daley ne participe pas à l'épreuve de haut-vol synchronisé à 10 m, car son partenaire Peter Waterfield perd sa bourse après l'Olympiade de 2012, ainsi son futur partenaire de synchronisation n'était pas encore déterminé.
Sa saison est fortement compromise à la suite d'une blessure au coude survenue en mai lors de son entraînement pour le Grand Prix FINA de Fort Lauderdale en Floride. Par conséquent, il est contraint de se retirer de l'étape et des World Series FINA de plongeon au Mexique,. Néanmoins, en avril, il remporte l’épreuve de haut-vol à 10 m lors de l'étape d'Édimbourg.
Durant l'entraînement pour les Championnats du monde de natation, à Barcelone, Daley souffre d’un triceps déchiré pour la troisième fois, et ne participe qu'avec des soins médicaux intensifs et des infiltrations. Il n'obtient que la 6e place dans l'épreuve de haut-vol individuel à 10 m.

### 2014: médaille d'or aux Jeux du Commonwealth
Pour cette nouvelle saison, Tom Daley transfère son centre d'entraînement du Life Centre de Plymouth au Centre aquatique de Londres sur le site olympique dans l'est de Londres, avec comme nouveau coach, Jane Figueiredo.
En janvier 2014, Tom Daley participe à la deuxième saison de Splash!. L'émission est annulée en raison d'audiences en deçà de la première saison.
Lors de la première étape des World Series FINA à Pékin, Tom Daley termine troisième de l'épreuve individuelle de la plate-forme de 10 m, totalisant 525,05 points, derrière le Chinois Cao Yuan (579,45) et Qiu Bo (534,05).
Tom Daley tourne dans un documentaire de six épisodes intitulé Tom Daley Goes Global qui le fait voyager à travers le monde pour les besoins de la chaîne ITV2. Ce documentaire a pour but de lever des fonds pour aider la recherche dans la lutte contre le cancer du cerveau.
Aux Jeux du Commonwealth à Glasgow, Tom Daley décroche la médaille d'argent avec son partenaire de plongée James Denny dans l'épreuve haut-vol synchronisé à 10 m et l'or dans l’épreuve individuelle, en totalisant 516,55 points, conservant son titre.
En août 2014, aux Championnats d'Europe de natation à Berlin, le duo Daley-Denny termine quatrième de l’épreuve haut-vol synchronisé à 10 m (seulement leur deuxième compétition). Il décroche la médaille d'argent dans l'épreuve individuelle de la plate-forme de 10 m, en totalisant 535,45 points derrière le Russe Viktor Minibaev (586,10).

### 2015: champion du monde dans l'épreuve inaugurale par équipes
Pour la saison 2015, Tom Daley abandonne le « demon dive » (2,5 sauts périlleux arrière avec 2,5 rotations, carpée) avec lequel il a été troublé aux Jeux olympiques de 2012, et qu'il reconnut plus tard le « terrifier », en le remplaçant par 3,5 sauts périlleux avant avec une rotation, qu'il appelle son « firework ». C'est ce nouveau plongeon qu'il présente pour la première fois aux Championnats de Grande-Bretagne à Plymouth en février.
Aux Championnats de Grande-Bretagne organisés dans son Plymouth natal, Tom Daley remporte le titre individuel de la plate-forme 10 m pour la cinquième fois, totalisant 493,70 points, devant Matthew Dixon (427,15) 14 ans, et Matty Lee (413,20).
Tom Daley ne réussit pas à se qualifier pour la finale de la plate-forme de 10 m lors de l'événement d'ouverture de la saison des World Series FINA de plongeon à Pékin, il concède par la suite qu'il lui reste encore du « travail à faire » avec ce nouveau plongeon « firework ». Tout au long de la saison, Daley s'aligne sur les World Series FINA dans l’épreuve individuelle de la plate-forme de 10 m, en décrochant la médaille d'argent aux étapes de Dubaï, Windsor en Ontario et Mérida au Mexique, et l'or à Londres, tandis qu’il remporte le bronze avec Alicia Blagg au tremplin à 3 m synchronisé mixte, à Windsor et à Mérida.
Aux Championnats du monde qui se tiennent à Kazan, en Russie, Tom Daley décroche la médaille d'or avec Rebecca Gallantree dans l'épreuve inaugurale par équipes (Daley plonge deux fois depuis la plate-forme de 10 m et une fois depuis le tremplin de 3 m, Gallantree plongeant une fois depuis la plate-forme et deux fois depuis le tremplin). Dans l'épreuve individuelle de la plate-forme de 10 m, il remporte ensuite la médaille de bronze en totalisant 537,95 points, derrière Qiu Bo (587,00) et David Boudia (560,20), après s'être remis d’une neuvième place en demi-finale. En accédant à la finale, il se qualifie par conséquent pour les Jeux olympiques de Rio.

### 2016: champion d'Europe dans l’épreuve synchronisée mixte à 3 m
Pour la saison 2016, Tom Daley est associé à Daniel Goodfellow pour l'épreuve de haut-vol synchronisé à 10 m, en vue de leur participation aux Jeux olympiques d'été de 2016 à Rio.
Lors de la coupe nationale de Grande-Bretagne, qui a eu lieu en janvier, Tom Daley décroche la médaille d'or dans l'épreuve individuelle de la plate-forme de 10 m en obtenant 545,80 points, devant Matty Lee (461,00) et Daniel Goodfellow (419,35). Ainsi que l'épreuve de haut-vol synchronisé à 10 m avec son partenaire Daniel Goodfellow ; en étant les seuls participants de l'épreuve, après que leurs rivaux Matty Lee et James Denny se soient retirés, à la suite d'une coupure de courant sur le site de Southend .
Le duo Daley-Goodfellow ramène le bronze à la Coupe du monde à Rio, ce qui leur permet de décrocher une place dans l'épreuve de plongeon haut-vol synchronisé à 10 m aux Jeux olympiques de Rio.
Lors des World Series FINA, il s'aligne sur les quatre étapes, dans lesquelles il obtient six médailles. Dans l'épreuve de haut-vol synchronisé à 10 m, lui et Goodfellow remportent des médailles à chacune des quatre étapes, gagnant deux médailles d'argent et deux de bronze. Et dans l'épreuve individuelle, Daley décroche une médaille d'argent et une de bronze.
Les Britanniques Tom Daley et Dan Goodfellow doivent se contenter d'une médaille d'argent dans l’épreuve haut-vol synchronisé à 10 mètres aux Championnats d'Europe. Ils menèrent sur Patrick Hausding et Sascha Klein de 4,4 points après cinq sauts, mais une rotation excessive de Goodfellow dans le final leur coûte l’or. En conséquence, les Allemands gagnent avec seulement 0,96 point d’avance. Tom Daley se rattrape avec Grace Reid en remportant l’or dans l’épreuve synchronisée mixte à 3 m.

#### Jeux olympiques de Rio
Aux Jeux olympiques d'été à Rio, le duo Daley-Goodfellow décroche une médaille de bronze sur l'épreuve haut-vol synchronisé à 10 mètres, totalisant 444,45 points, précédés par le duo chinois Chen Aisen et Lin Yue (496,98) avec l'or et le duo américain David Boudia et Steel Johnson (457,11) avec l'argent. Cette médaille est d'autant plus remarquable que le duo ne s'est associé que depuis seulement 10 mois.
Il devient le favori de l'épreuve de haut vol (10 m) après avoir dominé les qualifications le jeudi 18 août 2016, avec 571,85 points (un record olympique, qui a ensuite été battu par Chen Aisen en finale), nettement devant les Chinois Qiu Bo et Chen Aisen, en obtenant notamment quatre 10 (la note maximale) et en sautant un quadruple et demi en avant de 103,60. À la surprise générale, il est éliminé en terminant seulement 18e de la demi-finale et ne peut défendre ses chances en finale.

### Depuis 2017
Lors des World Series FINA de plongeon 2017 (en), Tom Daley remporte une médaille de bronze à Pékin (10 m plateforme), trois médailles de bronze à Kazan (10 m plateforme, 10 m synchro et 3 m mixte) et une médaille d'argent à Guangzhou (10 m plateforme). Le 22 juillet 2017, il remporte la médaille d'or dans l'épreuve de plateforme 10 m aux Championnats du monde de plongeon qui se déroulent à Budapest.
Aux Jeux du Commonwealth de 2018 qui se déroulent à la Gold Coast en Australie, Daley et Daniel Goodfellow remportent l'or sur la plateforme synchronisée masculine de 10 mètres.

#### Jeux olympiques de Tokyo (2021)
En 2021, il remporte avec Matty Lee le titre olympique en plongeon synchronisé à 10 m à Tokyo puis la médaille de bronze en plongeon individuel à 10 m lors de ces mêmes Jeux.

#### Jeux olympiques de Paris (2024)
Il est nommé porte-drapeau de la délégation britannique aux Jeux olympiques de 2024 à Paris aux côtés de la rameuse d'aviron Helen Glover. Il remporte avec Noah Williams la médaille d'argent en plongeon synchronisé à 10 m, sa cinquième médaille olympique.
Le 12 août 2024 au lendemain de la clôture des Jeux olympiques, il annonce sa retraite sportive.

## Activités médiatiques
Tom Daley est très actif sur les réseaux sociaux, en créant notamment des vidéos pour sa chaîne YouTube depuis plusieurs années. Il a notamment utilisé cette plateforme pour faire son coming out en 2013 et annoncer sa relation avec le scénariste américain Dustin Lance Black, de vingt ans son aîné.
En octobre 2017, Daley présente la cérémonie des Virgin Holidays Attitude Awards.

## Prises de position

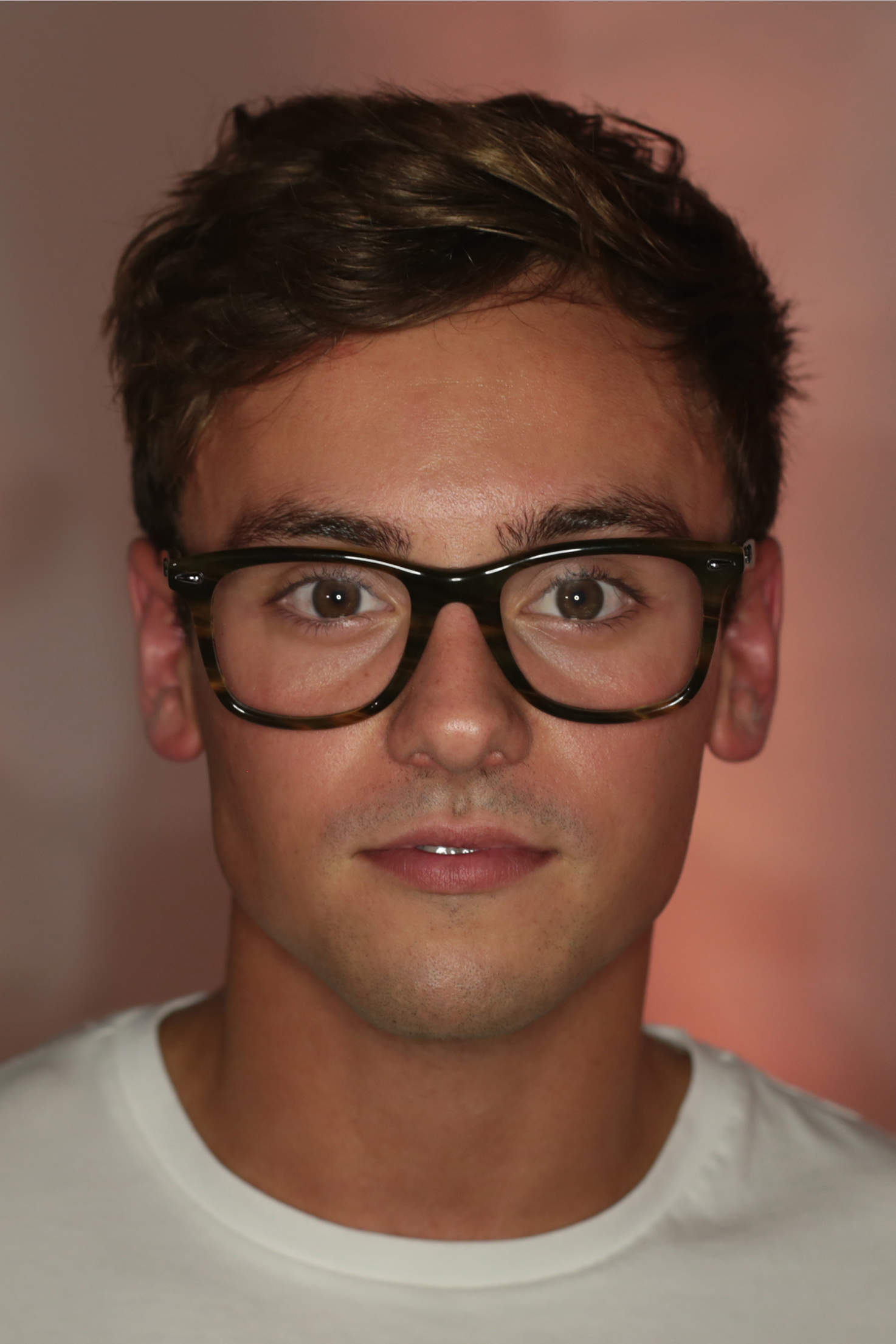
Tom Daley en 2016.

En août 2014, Tom Daley fait partie des 200 personnalités publiques signataires d'une lettre à The Guardian contre l'indépendance écossaise dans la perspective du référendum sur cette question.
Dans une déclaration faite à la veille de la réunion des chefs de gouvernement du Commonwealth de 2018, Tom Daley appelle les pays du Commonwealth à abroger leurs lois pénalisant l'homosexualité masculine.
En octobre 2021, Daley a déclaré qu'il ferait de sa "mission" de militer pour que les pays où l'homosexualité est punie de mort soient interdits des prochains Jeux olympiques.

## Vie personnelle

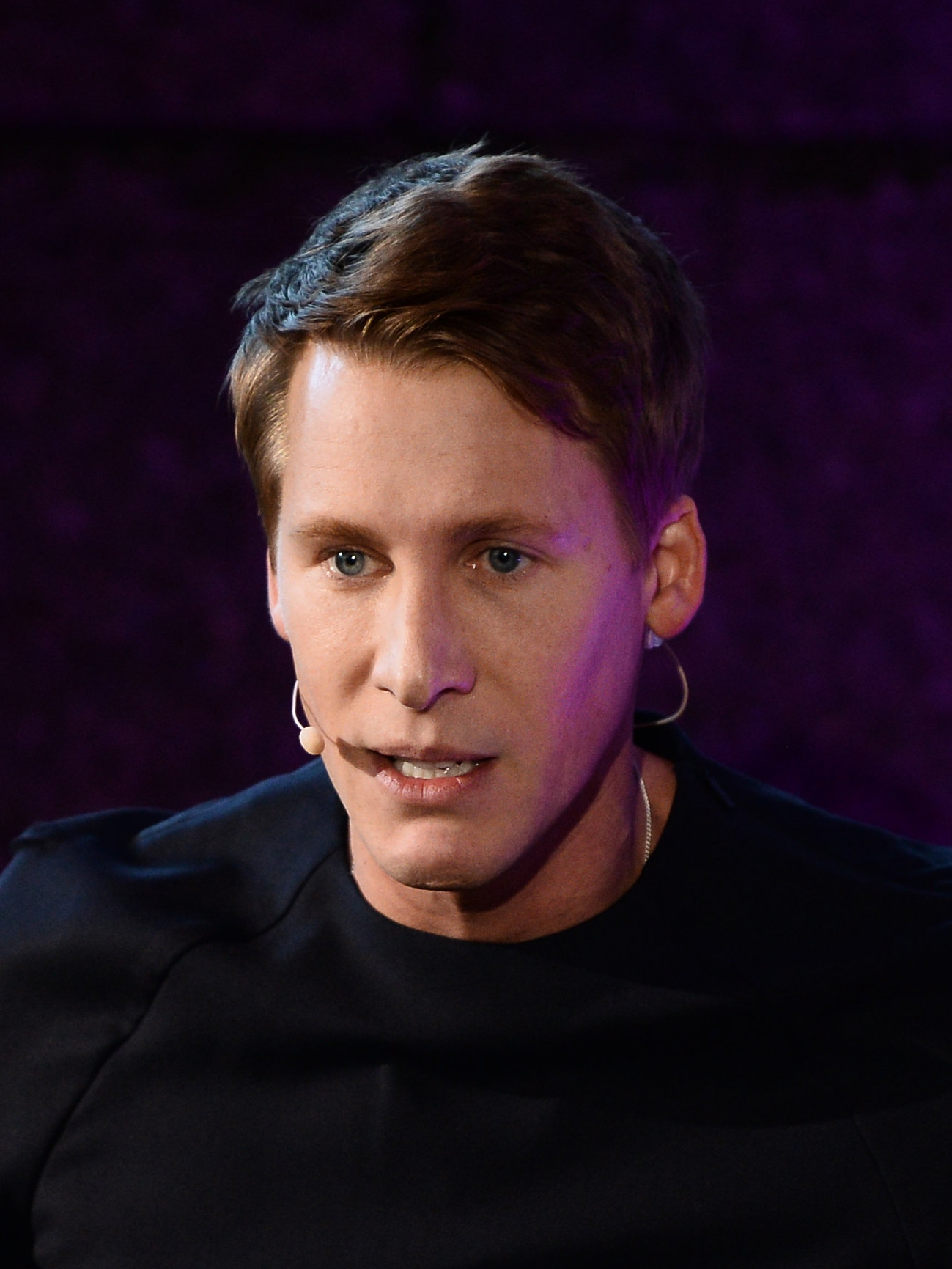
Dustin Lance Black, son mari.

Tom Daley révèle sa bisexualité dans une vidéo postée sur YouTube le 2 décembre 2013,. Alors que les révélations de l'homosexualité ou de la bisexualité des sportifs sont rares, sa déclaration a été favorablement accueillie, certains estimant qu'il constitue un modèle pour la communauté LGBT. L'année suivante, il déclare être homosexuel,. En 2015, il indique ne pas mettre d'étiquette sur sa sexualité, déclarant : « je suis actuellement en couple avec un garçon, mais j'ai toujours une attirance sexuelle pour les filles ».
Avec son partenaire, le scénariste et réalisateur américain Dustin Lance Black, qu'il a rencontré en mars 2013 à Los Angeles, il s'installe en 2016 dans le quartier de Southwark à Londres. Ils se marient le 6 mai 2017 à Plymouth,. Leur premier fils, « Robbie » Robert Ray Black-Daley, naît le 27 juin 2018, à la suite d'une gestation pour autrui,. Le 5 avril 2023, le couple annonce la naissance de leur deuxième fils, Phoenix Rose Black-Daley.
Tom Daley aime tricoter et faire du crochet, des passe-temps qu'il a adoptés au début du confinement lié à la pandémie de COVID-19. Lors de la couverture télévisée des épreuves de plongeon aux Jeux olympiques d'été de 2020 et 2024, Daley était souvent montré en train de tricoter dans les gradins tout en regardant d'autres athlètes concourir. Il a un compte Instagram dédié à ses projets de tricot et de crochet. En novembre 2024, une exposition de ses œuvres de tricot au Japon a été annoncée, qui ferait partie de sa campagne pour les droits des personnes LGBTQ+.

## Palmarès

### Jeux olympiques
| Compétition                   | Lieu           | Épreuve                                                          | Résultat                            |
| ----------------------------- | -------------- | ---------------------------------------------------------------- | ----------------------------------- |
| Jeux olympiques d'été de 2008 | Pékin          | Haut-vol à 10 mètres hommes                                      | 7e                                  |
| Jeux olympiques d'été de 2008 | Pékin          | Haut-vol à 10 mètres synchronisé hommes (avec Blake Aldridge)    | 8e                                  |
| Jeux olympiques d'été de 2012 | Londres        | Haut-vol à 10 mètres hommes                                      | Médaille de bronze, Jeux olympiques |
| Jeux olympiques d'été de 2016 | Rio de Janeiro | Haut-vol à 10 mètres synchronisé hommes (avec Daniel Goodfellow) | Médaille de bronze, Jeux olympiques |
| Jeux olympiques d'été de 2016 | Rio de Janeiro | Haut-vol à 10 mètres hommes                                      | 18e                                 |
| Jeux olympiques d'été de 2020 | Tokyo          | Haut-vol à 10 mètres synchronisé hommes (avec Matty Lee)         | Médaille d'or, Jeux olympiques      |
| Jeux olympiques d'été de 2020 | Tokyo          | Haut-vol à 10 mètres hommes                                      | Médaille de bronze, Jeux olympiques |
| Jeux olympiques d'été de 2024 | Paris          | Haut-vol à 10 mètres synchronisé hommes (avec Noah Williams)     | Médaille d'argent, Jeux olympiques  |

### Championnats du monde
| Compétition                | Lieu      | Épreuve                                                                                         | Résultat                  |
| -------------------------- | --------- | ----------------------------------------------------------------------------------------------- | ------------------------- |
| Championnats du monde 2009 | Rome      | Haut-vol à 10 mètres hommes                                                                     | Médaille d'or, monde      |
| Championnats du monde 2009 | Rome      | Haut-vol à 10 mètres synchronisé hommes (avec Max Brick)                                        | 9e                        |
| Championnats du monde 2011 | Shanghai  | Haut-vol à 10 mètres hommes                                                                     | 5e                        |
| Championnats du monde 2011 | Shanghai  | Haut-vol à 10 mètres synchronisé hommes (avec Peter Waterfield)                                 | 6e                        |
| Championnats du monde 2013 | Barcelone | Haut-vol à 10 mètres hommes                                                                     | 6e                        |
| Championnats du monde 2015 | Kazan     | Haut-vol à 10 mètres hommes                                                                     | Médaille de bronze, monde |
| Championnats du monde 2015 | Kazan     | Plongeon par équipes (avec Rebecca Gallantree)                                                  | Médaille d'or, monde      |
| Championnats du monde 2017 | Budapest  | Haut-vol à 10 mètres hommes                                                                     | Médaille d'or, monde      |
| Championnats du monde 2017 | Budapest  | Tremplin à 3 m synchronisé mixte (avec Grace Reid)                                              | Médaille d'argent, monde  |
| Championnats du monde 2017 | Budapest  | Haut-vol à 10 m synchronisé hommes (avec Daniel Goodfellow)                                     | 4e                        |
| Championnats du monde 2019 | Gwangju   | Haut-vol à 10 m synchronisé hommes (avec Matty Lee)                                             | Médaille de bronze, monde |
| Championnats du monde 2019 | Gwangju   | Tremplin à 3 m synchronisé mixte (avec Grace Reid)                                              | 4e                        |
| Championnats du monde 2019 | Gwangju   | Haut-vol à 10 m hommes                                                                          | 7e                        |
| Championnats du monde 2024 | Doha      | Plongeon par équipes (avec Scarlett Mew Jensen, Daniel Goodfellow et Andrea Spendolini-Sirieix) | Médaille d'or, monde      |
| Championnats du monde 2024 | Doha      | Plateforme à 10 m synchronisé hommes (avec Noah Williams)                                       | Médaille d'argent, monde  |

### Coupe du monde
| Compétition                     | Lieu  | Épreuve                                             | Résultat             |
| ------------------------------- | ----- | --------------------------------------------------- | -------------------- |
| Coupe du monde de plongeon 2021 | Tokyo | Haut-vol à 10 m hommes                              | Médaille d'or, monde |
| Coupe du monde de plongeon 2021 | Tokyo | Haut-vol à 10 m synchronisé hommes (avec Matty Lee) | Médaille d'or, monde |

### Championnats d'Europe
| Compétition                | Lieu      | Épreuve                                                     | Résultat                  |
| -------------------------- | --------- | ----------------------------------------------------------- | ------------------------- |
| Championnats d'Europe 2008 | Eindhoven | Haut-vol à 10 m hommes                                      | Médaille d'or, Europe     |
| Championnats d'Europe 2012 | Eindhoven | Haut-vol à 10 m hommes                                      | Médaille d'or, Europe     |
| Championnats d'Europe 2014 | Berlin    | Haut-vol à 10 m hommes                                      | Médaille d'argent, Europe |
| Championnats d'Europe 2016 | Londres   | Haut-vol à 10 m hommes                                      | Médaille d'or, Europe     |
| Championnats d'Europe 2016 | Londres   | Tremplin à 3 m synchronisé mixte (avec Grace Reid)          | Médaille d'or, Europe     |
| Championnats d'Europe 2016 | Londres   | Haut-vol à 10 m synchronisé hommes (avec Daniel Goodfellow) | Médaille d'argent, Europe |
| Championnats d'Europe 2020 | Budapest  | Haut-vol à 10 m hommes                                      | Médaille d'argent, Europe |
| Championnats d'Europe 2020 | Budapest  | Haut-vol à 10 m synchronisé hommes (avec Matty Lee)         | Médaille d'or, Europe     |

### Jeux du Commonwealth
| Compétition                  | Lieu       | Épreuve                                                     | Résultat          |
| ---------------------------- | ---------- | ----------------------------------------------------------- | ----------------- |
| Jeux du Commonwealth de 2010 | Delhi      | Haut-vol à 10 m hommes                                      | Médaille d'or     |
| Jeux du Commonwealth de 2010 | Delhi      | Haut-vol à 10 m synchronisé hommes (avec Max Brick)         | Médaille d'or     |
| Jeux du Commonwealth de 2014 | Glasgow    | Haut-vol à 10 m hommes                                      | Médaille d'or     |
| Jeux du Commonwealth de 2014 | Glasgow    | Haut-vol à 10 m synchronisé hommes (avec James Denny)       | Médaille d'argent |
| Jeux du Commonwealth de 2018 | Gold Coast | Haut-vol à 10 m synchronisé hommes (avec Daniel Goodfellow) | Médaille d'or     |